# Roncourt (Moselle)
Roncourt (Duits: Römerhof in Lothringen) is een gemeente in het Franse departement Moselle (regio Grand Est) en telt 818 inwoners (1999).

## Geschiedenis
Tussen 1915 en 1918 en tussen 1940 en 1944 werd voor de plaats de verduitste naam Ronhofen gebruikt.
De gemeente maakt desinds 22 maart 2015 deel uit van het kanton Rombas. Daarvoor hoorde het bij het kanton Marange-Silvange, dat toen opgeheven werd. Het arrondissement Metz-Campagne fuseerde met het arrondissement Metz-Ville tot het huidige arrondissement Metz.

## Geografie
De oppervlakte van Roncourt bedraagt 6,7 km², de bevolkingsdichtheid is 122,1 inwoners per km².
De onderstaande kaart toont de ligging van Roncourt (Moselle) met de belangrijkste infrastructuur en aangrenzende gemeenten.

## Demografie
Onderstaande figuur toont het verloop van het inwonertal (bron: INSEE-tellingen).

Amanvillers · Amnéville · Bronvaux · Fèves · Marange-Silvange · Montois-la-Montagne · Norroy-le-Veneur · Pierrevillers · Plesnois · Rombas · Roncourt · Sainte-Marie-aux-Chênes · Saint-Privat-la-Montagne · Saulny
1. ↑  Populations de référence 2022.